# Baltasar Elisio de Medinilla

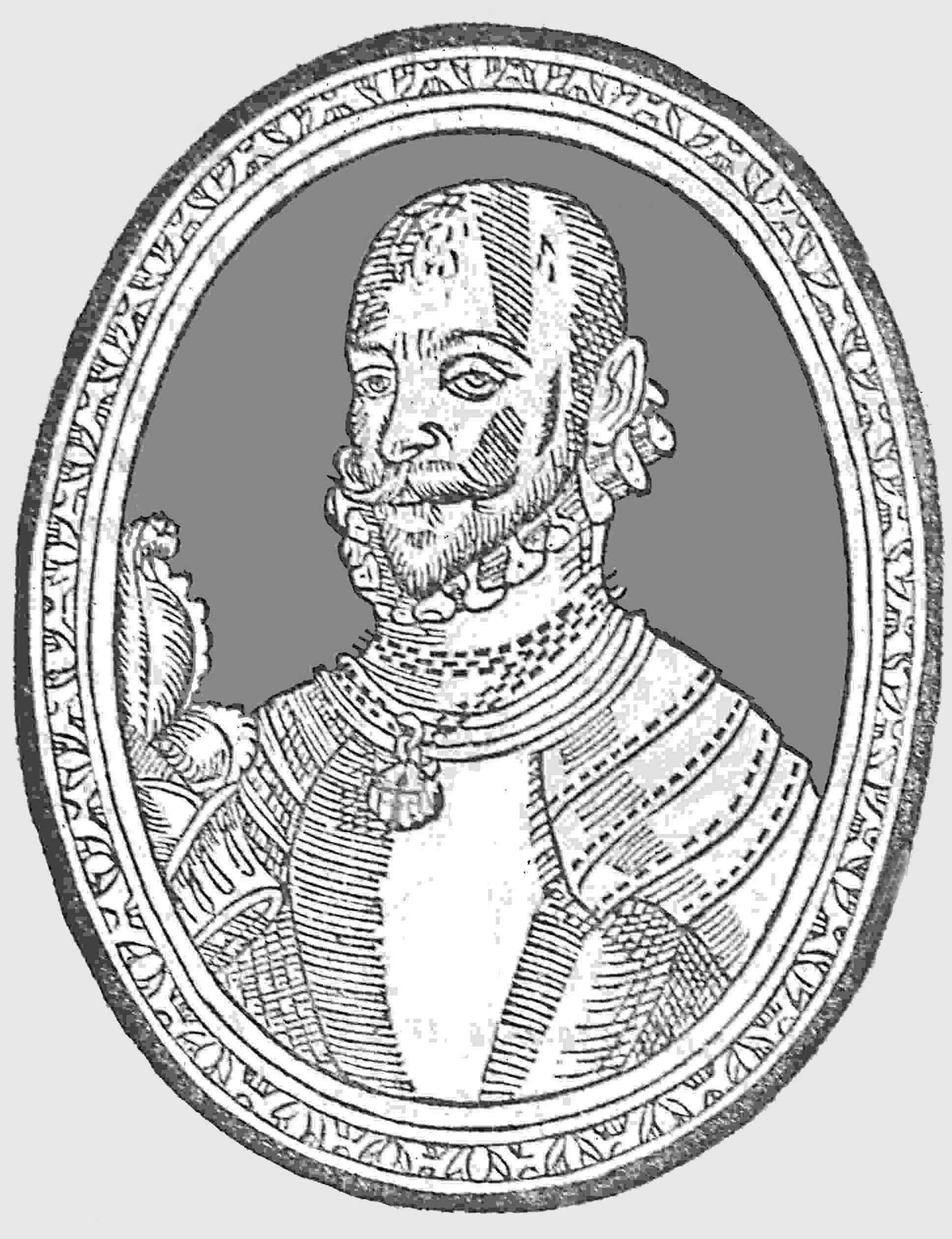
Baltasar Elisio de Medinilla

Baltasar Elisio de Medinilla (* 28. Juni 1585 in Toledo; † 30. August 1620 ebenda, eigentlich Baltasar Eloy de Medinilla) war ein spanischer Schriftsteller und religiöser Lyriker des Siglo de Oro.

## Leben
Baltasar Eloy de Medinilla (gesprochen Medineea) wurde am 28. Juni 1585 in Toledo als Sohn des Stadtrates Alonso de Medinilla, Mitglied einer großen und vornehmen toledanischen Adelsfamilie, und Ana de Arrieta Barroso geboren. Den poetischeren Vornamen Elisio nahm er erst nach 1605 an. Sein Vater verstarb bereits als er erst fünf Jahre alt war. Während die Mutter eine neue Ehe einging, übernahm der Großvater Baltasar de Medinilla die Vormundschaft und behielt sie bis zu seinem Tode 1595. Die Obsorge für die Kinder fiel der Mutter zu, die wieder Witwe war. Er hatte zwei jüngere Schwestern, die dem im 14. Jahrhundert gegründeten Augustinerorden in Santa Úrsula in Toledo beitraten. Er selbst trat am 19. Januar 1594 in die Bruderschaft Santa Caridad de Toledo anstelle seines Vaters ein. Dessen Amt eines Stadtrates musste er jedoch wegen seiner prekären finanziellen Lage verkaufen. Ab 1595 bis 1602 hielt er sich zur Vervollständigung der Ausbildung in Illescas auf, wohin ihn sein Onkel, der Lizentiat Lope de Bustamante y Bustillo mitgenommen hatte. 1604 ersucht ihn sein Freund José de Valdivielso in Toledo um ein Gedicht für das Vorwort zu der poetischen Erzählung San José.
Bei den literarischen Wettkämpfen in Toledo 1605 zu Ehren der Geburt von Philipp IV. trat er erstmals mit einem Sonett an. Bei den Wettkämpfen von 1612 (Anlass war die Seligsprechung des Heiligen Ignatius von Loyola) und 1614 (zu Ehren der Seligsprechung der Teresa von Ávila) erhielt er für seine Lieder jeweils den ersten Preis. Er schrieb auch die Sinnsprüche zu diesen Wettbewerben.
1607 ging er nach Madrid, um über die Vermittlung seines Freundes Lope de Vega in die Dienste des Grafen de Lemos zu treten, der bereits andere Schriftsteller als Mäzen gefördert hatte. Er erlitt jedoch eine Abfuhr durch den Dichterkollegen Bartolomé Leonardo de Argensola, der vom Grafen mit der Auswahl der Bewerber beauftragt wurde. Die Zusammenarbeit mit Bernardo de Balbuena brachte nicht die erhoffte künstlerische Anerkennung. Enttäuscht kehrte er 1608 Madrid den Rücken zu und ging nach Toledo zurück. Dort wurde Elisio sowie Lope sogleich von einer Bruderschaft in San Nicolás beauftragt, die einleitenden Worte zu einem literarischen Wettkampf an Fronleichnam zu verfassen.
Den künstlerischen Durchbruch erfuhr er erst, als er ab etwa 1610 in die Dienste des Grafen von Mora, Francisco de Rojas y Guzmán trat. Erst er bot ihm endlich die erforderliche finanzielle Sicherheit und ermöglichte ihm den Zugang zu einer reichhaltigen Bibliothek. In ihr fand er genügend Material, um seine poetische Persönlichkeit auszuformen.
Medinilla war sehr belesen und für die Theologie begeistert. Er bewunderte die Lyrik von Lope, die er für sein eigenes Schaffen zum Vorbild nahm. Mit Vega selbst, den er 1603 in Toledo kennenlernte, verband ihn eine große Freundschaft. So korrigierte er die Druckfahnen von Lope’s La Jerusalén conquistada und half ihm bei vielen seiner Werke. Lope hingegen widmete ihm viele Komödien und lobte ihn im Stück La Jerusalén conquistada über alle Maßen. Lope war auch sein Mentor bei der Edition seines Hauptwerkes, das Elisio zwei Jahre lang aus Furcht vor den kirchlichen Kritikern im Dominikanischen Orden wegen der darin enthaltenen Glaubenssätze nicht zu veröffentlichen wagte. Beide korrespondierten viel miteinander. Umso erschütterter war Lope über den gewaltsamen Tod seines Freundes Elisio.
Baltasar Elisio de Medinilla wurde im Alter von 35 Jahren durch Jerónimo de Andrada y Rivadeneira ermordet. Don Jerónimo wollte eigentlich seine Schwester Inés erdolchen, die das gesamte Erbe auf Grund des Mayorazgo-Gesetzes für sich in Anspruch genommen hatte. Als sich Elisio schützend vor die Angebetete stellte, traf ihn der tödliche Stich.

## Leistungen

### Lyrik

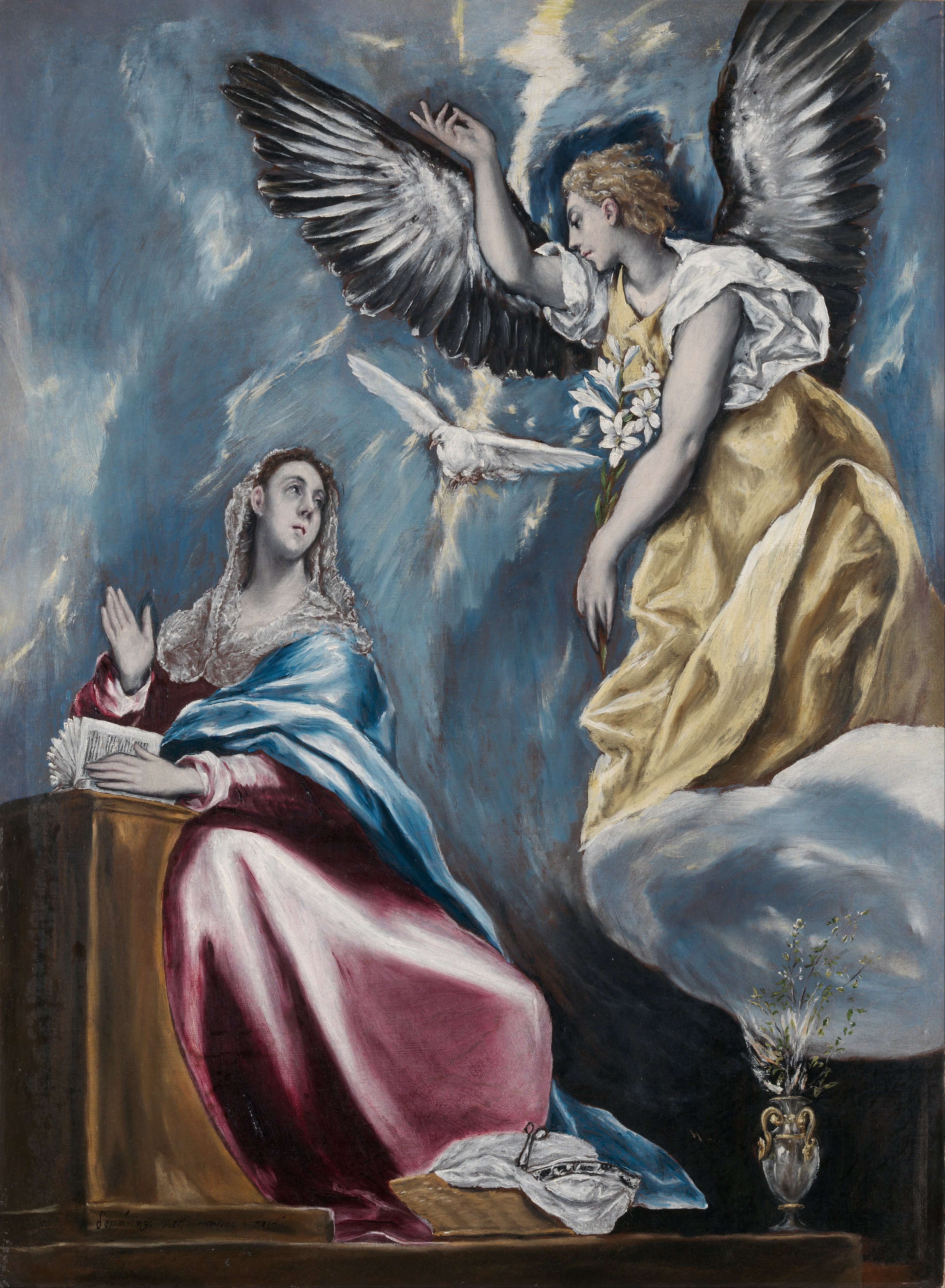
Mariä Verkündigung
(El Greco um 1595–1600)

Die Hauptbedeutung Medinillas liegt in der religiösen Lyrik, die er auf Latein und Castellano verfasste. Ursprünglich widmete sich Elisio in seiner Lyrik durchaus weltlichen Themen, wie etwa des Hirtenlebens und der Gefühlswelt. Ab 1610 wendet er sich zunehmend religiösen Liedtexten zu.
Das wichtigste Werk ist Limpia Concepción de la Virgen Nuestra Señora, das aus 500 Oktavstanzen in fünf Gesängen besteht und an dem er sieben Jahre gearbeitet hatte. Eine weitere Sammlung von Gedichten an die Jungfrau und an verschiedene Heilige ist Obras divinas, das er nicht mehr veröffentlichen konnte und von denen sich die Manuskripte in der Biblioteca Nacional de España erhalten haben. Im Unterschied zur Limpia Concepción, verwendet er hier nicht mehr die italienische, sondern eine volkstümliche Metrik und bedient sich einer einfacheren Sprache.
Als bedeutende lyrische Erzählung ist die Descripción de Buenavista zu erwähnen, mit dem er teilweise Lope's La descripción de la Abadía, Jardín del Duque de Alba als auch das Lied in Stanzen „Selva de Aranjuez“ von Gregorio Hernández de Velasco nachahmte. Buenavista war ein Gutshof in der Nähe von Toledo, das der Kardinal Bernardo de Sandoval y Rojas besaß, dort die toledanische Intelligenz versammelte und sowohl im Palast als auch in seinen prächtigen Gärten literarische Sitzungen abhielt.
Madroñal meint zum Abschluss des ersten Kapitels, dass seit 1620 dieses Goldene Jahrhundert der toledanischen Poesie praktisch aufgehört habe zu existieren. Die Gruppe der Poeten, die der spanischen Lyrik so viele „gute Früchte“ beschert haben, sei verschwunden. Von der Liste der Talente, die Lope in seinem Laurel de Apolo anführt, seien nur mehr die Namen erhalten geblieben. Der Tod von Medinilla markiere das Ende dieses Abschnittes an poetischem Reichtum.

### Prosa
Medinilla ist ein Autor verschiedener Prosawerke im Allgemeinen von geringer Wichtigkeit, die zu seinen Lebzeiten nahezu unpubliziert blieben. Die einzige Drucklegung, die er noch erlebt hat, war eine Denkschrift A la imperial ciudad de Toledo für einen großen Sohn der Stadt, die einen politisch-literarischen Diskurs zur Schadensbehebung der Angelegenheiten Toledos enthält.
Eine wesentlich wichtigere Gruppe von Prosawerken besteht in seinen Briefen zu den verschiedensten Themen, in denen er eine elegante Ausdrucksweise und eine profunde Bildung zeigt. Ein sehr aufschlussreiches Beispiel ist das Kondolenzschreiben an Lope de Vega Carpio zum Tode seines geliebten Sohnes Carlos Félix im Jahre 1612.
Das vielleicht wichtigste Prosawerk ist ein literarischer Dialog El Vega. De la Poética Española über die literarischen Theorien von Lope de Vega und anderen Talenten, an dem er zuletzt gearbeitet hatte und deren Handschriften sich in der Nationalbibliothek von Spanien erhalten haben. Die darin zum Ausdruck gebrachte Meinung über die Poesie basiert auf platonischen und pythagoräischen Vorstellungen über die Himmelsmechanik und die Sphärenharmonie. Poesie komme von Gott, genau so wie der Rest der Natur „göttliche Musik“ sei. Wörtlich sagt der Autor: „Mit der Poesie lassen sich viele Leiden heilen, trösten sich viele traurige Seelen, verflüchtigen sich die Schmerzen. Mit ihr schmückt sich die Jugend, erheitert sich das hohe Alter, vergrößert sich die Beredsamkeit, die Sprache wird bereichert, die Aussprache wird weicher, die Ideen gedeihen, die Dinge werden schöner“.

## Werke

### Lyrik
- Limpia Concepción de la Virgen Nuestra Señora. Madrid 1617, 2. Auflage ibd. 1618
- Algunas obras divinas. Originalhandschrift, BNM 3954 (s. u. Literatur)
- Descripción de Buenavista. Originalhandschrift, 1. Fassung BNM 3954, 2. Fassung BNM 4266

### Prosa
- A la imperial ciudad de Toledo. 1618
- A Lope de Vega Carpio en la muerte de Carlos Félix, su hijo, consolación. BNM, 4266
- El Vega. De la Poética Española. Dialogo literario. BNM, 4266
- A los aficionados a los escritos de Lope de Vega Carpio. Vorwort zu Jerusalén conquistada, Madrid, Juan de la Cuesta, 1609